# Lestodiplosis peruviana
Lestodiplosis peruviana är en tvåvingeart som beskrevs av Ephraim Porter Felt 1911. Lestodiplosis peruviana ingår i släktet Lestodiplosis och familjen gallmyggor.
Artens utbredningsområde är Peru. Inga underarter finns listade i Catalogue of Life.